# Pulmonalklappe

Schema des menschlichen Herzens

Die Pulmonalklappe (Valva trunci pulmonalis) ist eine der vier Herzklappen. Sie liegt im Truncus pulmonalis, direkt an dessen Ursprung aus der rechten Herzkammer, und verhindert den Rückfluss des Blutes zu Beginn der Erschlaffungsphase (Diastole) des Herzens.
Die Pulmonalklappe besteht als sogenannte Taschenklappe aus drei halbmondförmigen Taschen (Valvulae), die Bildungen der Intima, der innersten Schicht der Blutgefäße, sind:
- Valvula semilunaris dextra (rechte halbmondförmige Tasche)
- Valvula semilunaris sinistra (linke halbmondförmige Tasche)
- Valvula semilunaris anterior (vordere halbmondförmige Tasche, in der Tieranatomie als Valvula semilunaris intermedia (mittlere halbmondförmige Tasche) bezeichnet)

Die Pulmonalklappe bildet sich beim Menschen gemeinsam mit der Aortenklappe in der 5. bis 7. Woche der Embryonalentwicklung.
Schließt die Klappe nicht mehr dicht, spricht man von einer Pulmonalklappeninsuffizienz. Eine ungenügende Öffnung wird als Pulmonalstenose bezeichnet. Beide Funktionsstörungen erfordern eine erhöhte Pumparbeit des Herzens und führen zu einer Überlastung des Herzmuskels.